# 羅傑·斯通
羅傑·斯通（英語：Roger Jason Stone Jr.，1952年8月27日—）是一名美国政治顧問、作家和说客。2019年11月，在經過穆勒報告發表和特别顾问调查之後，羅傑·斯通因七項罪名成立而被定罪，包括干扰证人和向调查员撒谎。
自1970年代以来，斯通一直參與共和党政治家理查德·尼克松、罗纳德·里根、杰克·肯普、鲍勃·多尔和唐纳德·特朗普的竞选活动。除了经常担任竞选顾问外，斯通还曾擔任政治说客。1980年，他与保羅·馬納福特和小查爾斯·R·布萊克共同在华盛顿特区创立了一家游说公司。该公司後來聘用了彼得·G·凱利，并在1984年更名为Black，Manafort，Stone和Kelly。:124在1980年代，Black，Manafort，Stone和Kelly憑藉与白宫的關係吸引了包括美国公司、行业协会以及外国政府在内的許多客户，从而成为一家顶级游说公司。到1990年，這家公司已成为美國公司和外国组织的主要遊說者之一。:125
在2016年特朗普总统大选期间，斯通製造了许多虚假的宣傳和阴谋论。當1998年斯通在華盛頓幫特朗普的赌场业务作说客時就建議特朗普競選總統。
斯通于2015年8月8日离开了特朗普竞选團隊；但是作为俄罗斯干预2016年美国大选调查的一部分，斯通的两名同事表示，他在2016年美國总统竞选期间与维基解密创始人朱利安·阿桑奇合作，抹黑了希拉里·克林顿。斯通和阿桑奇否认了这些说法。2019年1月25日，斯通因罗伯特·穆勒的特别法律顾问调查而在佛罗里达州劳德代尔堡的家中被捕，并被指控干擾證人、妨碍調查和虚假陈述。2019年11月15日，斯通被指控的七项罪名全部成立。2020年2月20日，斯通被判處40個月監禁，並處以20,000美元的罰款，預定於7月14日執行。7月10日，特朗普利用總統權力宣布為其減刑。罗杰·斯通的有罪判决依舊有效，不過可以免于服刑。2020年12月23日，美國總統特朗普赦免羅傑·斯通。

## 另見
- 斯蒂芬·班农